# Sibberhuuske
Het Sibberhuuske of Villartshof is een kasteelhoeve gelegen aan de rand van het dorp Sibbe dat deel uitmaakt van de Nederlands Limburgse gemeente Valkenburg aan de Geul. Het gebouw is sinds 1967 een rijksmonument.

## Geschiedenis en bewoners
De geschiedenis van het Sibberhuuske  gaat terug tot de 14e eeuw. In 1381 werd het vermeld als grootleen van de heerlijkheid Oud-Valkenburg. De 'Vielaertshoff' met ruim 60 bunder land werd toen verheven door ene Willem van Hercke. In hetzelfde jaar wordt ook het kasteel Hartelstein (bij Itteren) verheven, waarmee de Vilaertshof eeuwenlang een band blijkt te hebben. Halverwege de 15e eeuw was het goed in bezit van het echtpaar Horion-Van Tzevel, waarna het overgaat naar de heren van Ghoor, die het als schoutenhuis benutten. De familie Van Ghoor was ook eigenaar van hoeve Hartelstein en kasteel Veljaeren (bij Homburg). Aan dit laatste ontleent de Villaertshof zijn naam.
Aan het begin van de Tachtigjarige Oorlog steunde de calvinistische Maria van Ghoor en haar echtgenoot Jacques van Oijenbrugge Willem van Oranje bij diens plannen voor een veldtocht naar Brussel tegen landvoogdes Isabella van Spanje, dochter van Filips II. Dit leidde in 1570, op Alva's bevel, tot de verbanning van het echtpaar Van Oijenbrugge-Van Ghoors en confiscatie van de Villaertshof. Het huis werd vervolgens door de landvoogdes geschonken aan Charles, baron van Billehé, raadsheer van Ernst van Beieren, aartsbisschop van Keulen en prins-bisschop van Luik.
Eind 17e eeuw kwam de Villaertshof (en Hartelstein) in handen van Jan Bernard van Volckershoven, generaal-majoor in het Staatse leger. Jan Bernard's zuster Catharina Maria was gehuwd met de Maastrichtse commandant, later gouverneur, Daniel Wolff baron van Dopff, die tevens heer van Veljaeren en Hartelstein was. Een andere zuster Odilia trouwde met een hugenoot in Staatse dienst, Jacques de Chalmot du Portal, en erfde het Sibberhuis.
Aan het eind van de 18e eeuw kwam het complex door aankoop in bezit van de met elkaar verwante families Sleypen en Schoenmaeckers. Eerstgenoemde familie bezat tevens het huis Withuishof te Amby; laatstgenoemde familie verwierf in de Franse tijd het Château St. Gerlach te Houthem. Leden van de familie Schoenmaeckers woonde tot 1971 in het Sibberhuis. In 1935 werd het boerderijgedeelte grotendeels door brand verwoest, waarbij het woonhuis echter gespaard bleef. In 1948 werd de gracht langs de zuidwestzijde van het huis gehalveerd, doordat de weg verbreed werd. Van 1971-'74 vond een grootscheepse restauratie plaats. Sinds april 2018 is de kasteelhoeve in eigendom van de familie Nijst-Mommers.

## Beschrijving

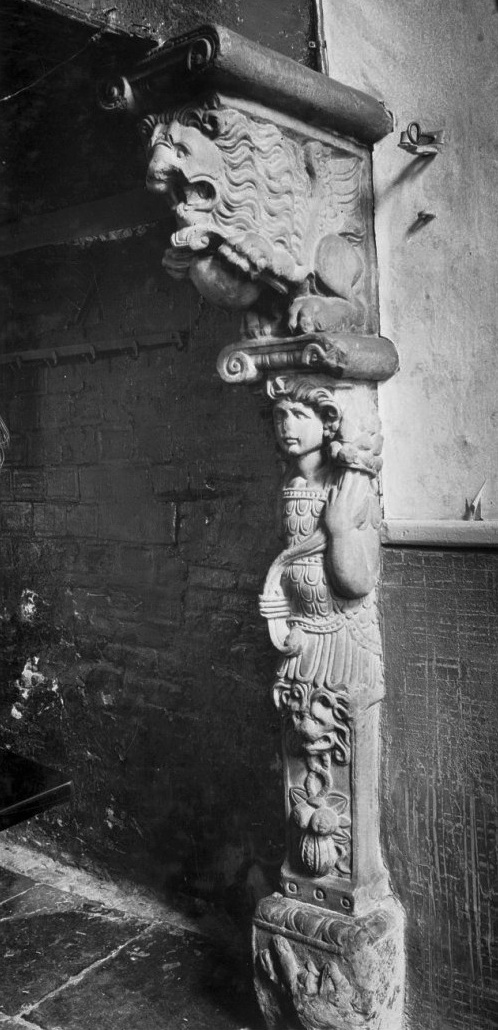
Kariatidenschouw

### Exterieur
Het Sibberhuuske is een kasteelboerderij met een binnenplaats, opgetrokken deels uit Limburgse mergel, deels uit baksteen met speklagen van mergel met hoekstenen en vensteromlijstingen van mergelblokken. De zadeldaken zijn met dakpannen gedekt. Het zuidoostelijke deel van het complex aan de straatzijde is het oudste. Op de oostelijke hoek staat de robuuste, 16e-eeuwse hoektoren met ingesnoerde spits, die met leien is gedekt. Aansluitend volgt een eenlaags woongedeelte en vervolgens een hoger, tweelaags deel, beide daterend uit de 17e eeuw en gebouwd in de lokaal populaire Maaslandse renaissancestijl met speklagen. Onder de daklijst van het hoofdgebouw bevindt zich een consolefries.
Het in 1935 grotendeels afgebrande boerderijgedeelte is met lokale Sibber mergelblokken heropgebouwd. Een deel van de noordwestelijke vleugel met de toegangspoort is nog oud (17e/18e-eeuws). Boven de poort bevindt zich een alliantiewapensteen uit 1704 van de toenmalige bewoners, de families De Chalmot du Portal en Van Volckershove. Op de binnenplaats bevindt zich een 60 meter diepe waterput waarin nog water aanwezig is. De in 1948 versmalde gracht bevat geen water. Oorspronkelijk lag bij het kasteel een vijver die een overblijfsel was van een vroegere omgrachting.

### Interieur
De hal met trappenhuis naast de keuken heeft nog het originele 17e-eeuwse uiterlijk. In de keuken bevindt zich een bijzondere kariatidenschouw uit 1604 met afbeeldingen van Mars en Ceres. De haardplaat bestaat uit leisteentjes gelegd in een stervormig motief. De middelste kamer in het woongedeelte bezit een schoorsteenmantel met stucboezem. De kamer ernaast heeft een open haard met inscriptie "AO 1624".

### Omgeving
Ten oosten van het Sibberhuuske vormt een gemetselde mergelstenen muur met poorten een imposante erfafscheiding van het voormalige landgoed. Ten westen van het kasteel markeert een reeks achter elkaar geplaatste mergelstenen hekpijlers met siervazen een doorgaande route naar de eertijdse bezittingen van de Sibber kasteelheren. Ook elders in het dorp zijn 18e-eeuwse pijlers te vinden, waarbij in sommige gevallen de siervazen zijn verdwenen. De muur en de hekpijlers vormen een afzonderlijk rijksmonument.
De nabijgelegen 18e-eeuwse pachthoeven Dorpstraat 72 en 74 waren ooit ondergeschikt aan het Sibberhuuske. Hier bevond zich ook een brouwerij. Nummer 72 wordt soms aangeduid als tiendschuur. Beide mergelstenen boerderijen zijn rijksmonumenten.

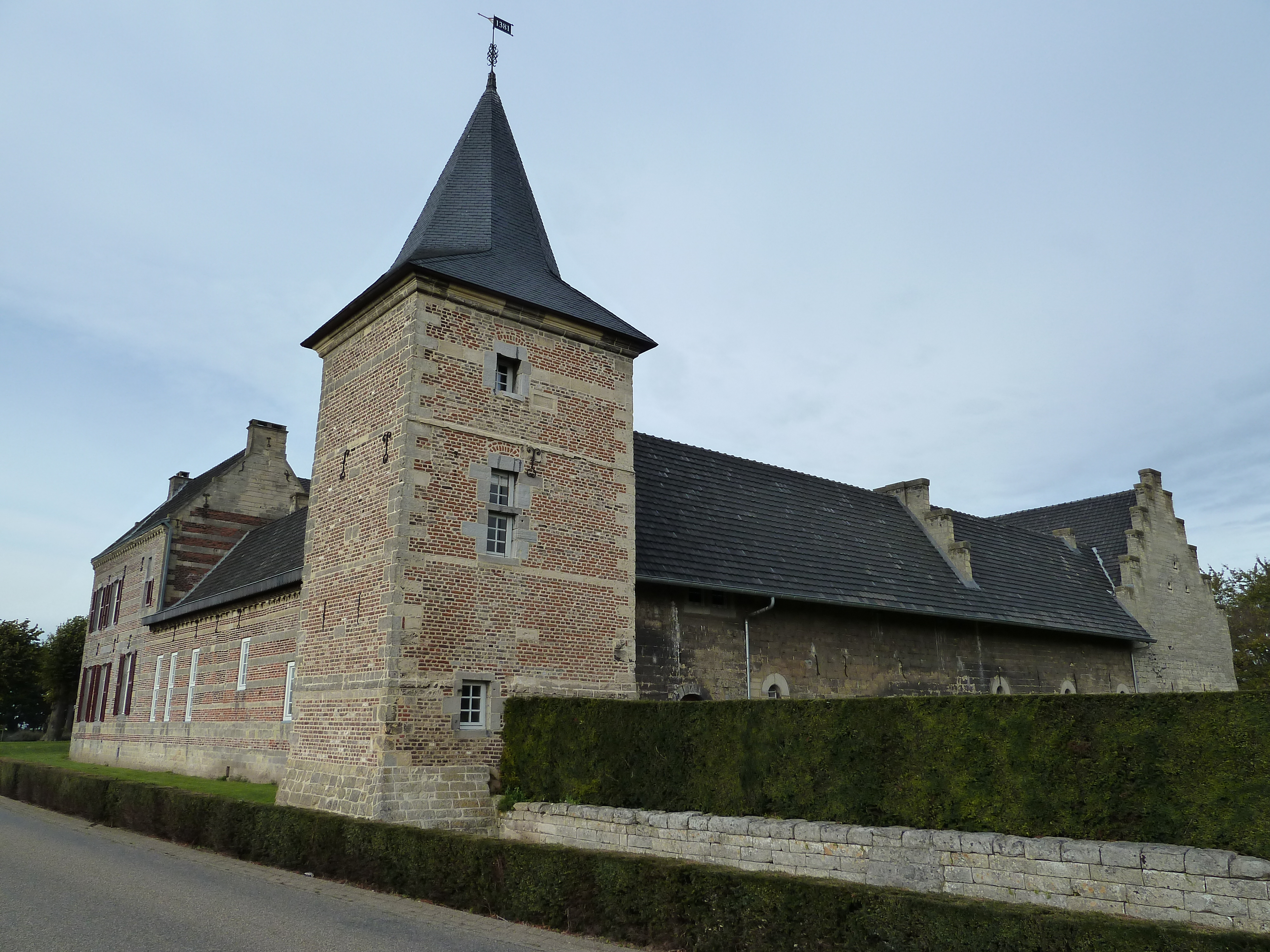
Zuidoostelijke aanblik
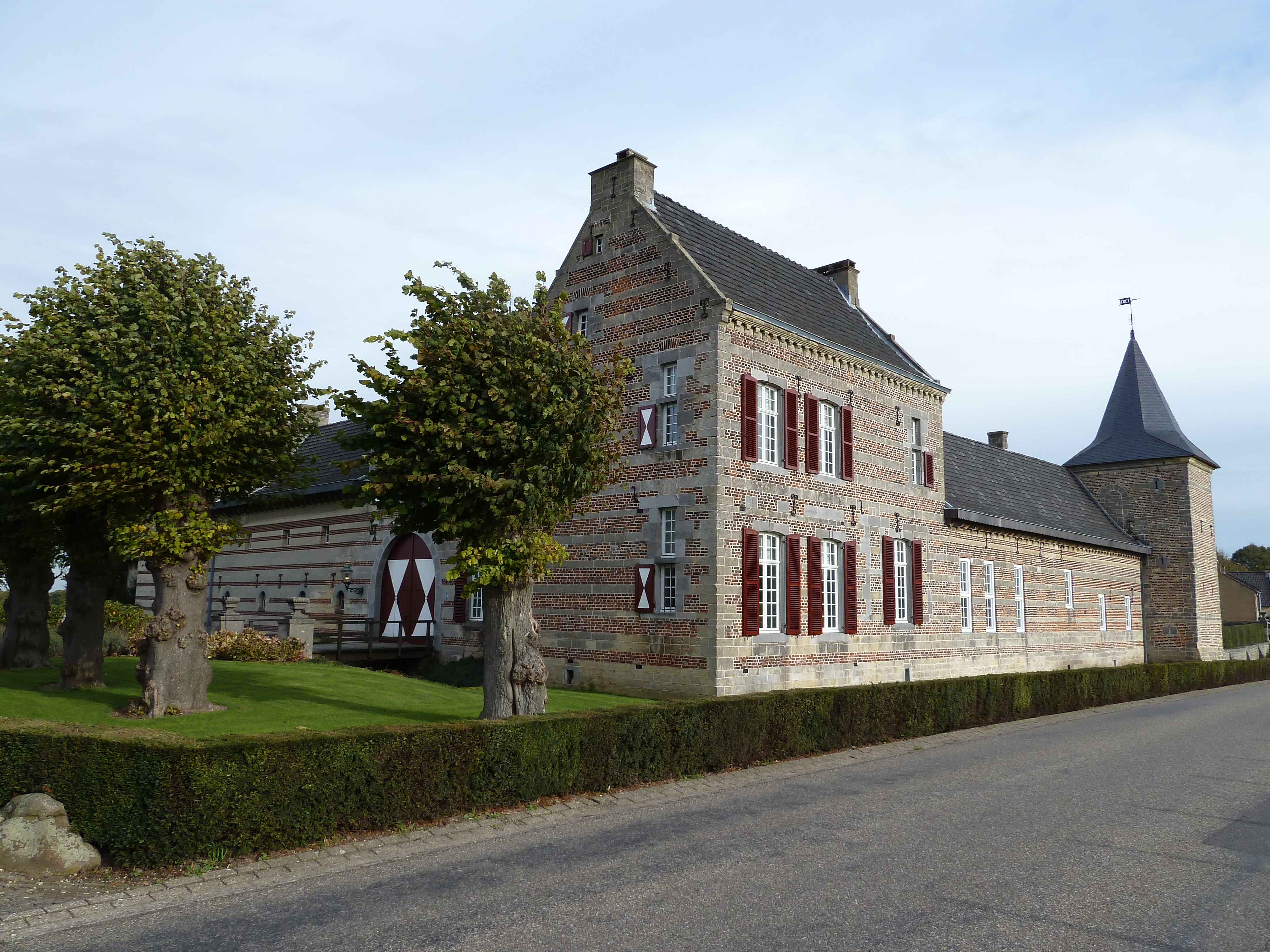
Vanuit het westen
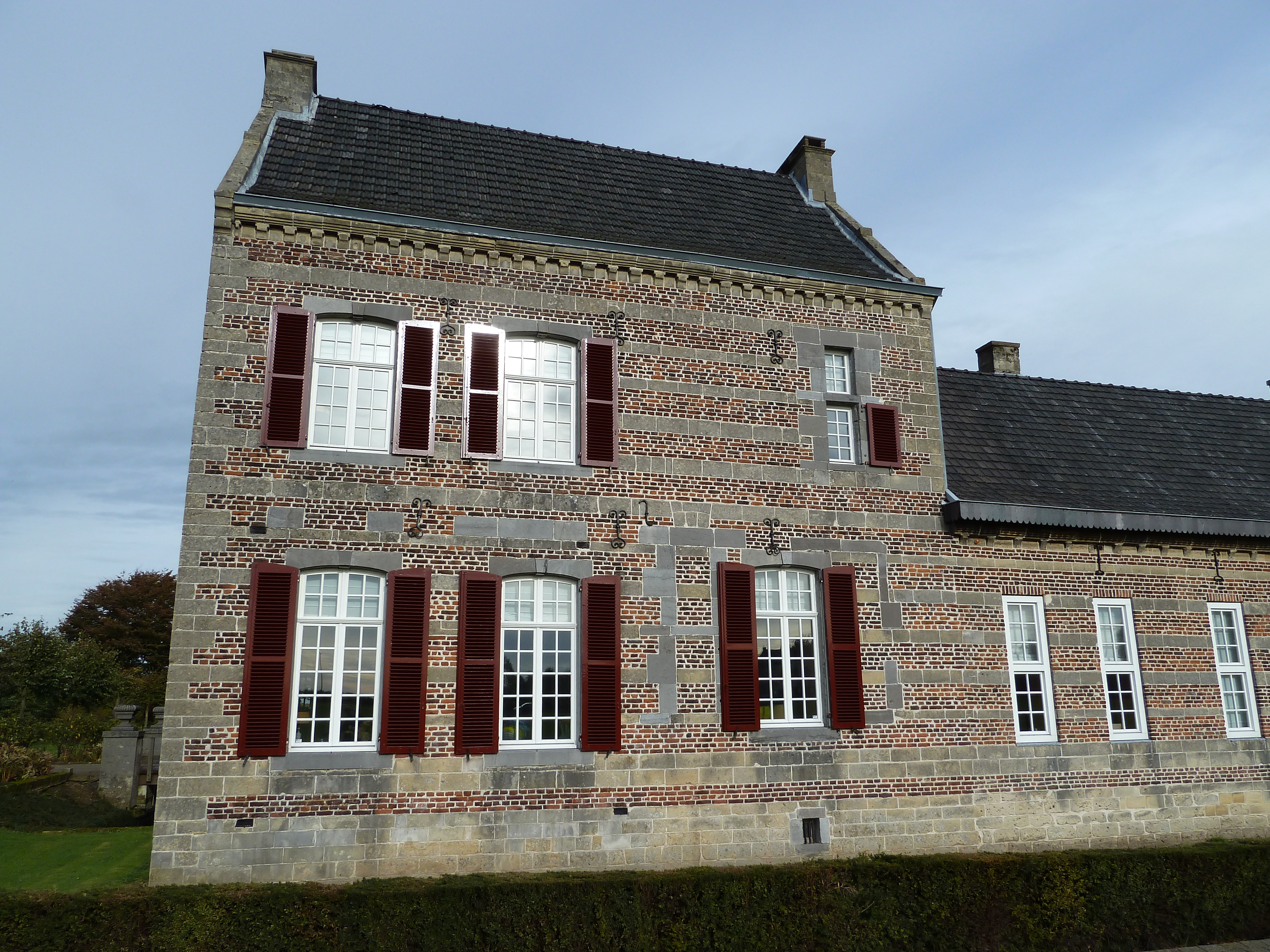
Woonhuis
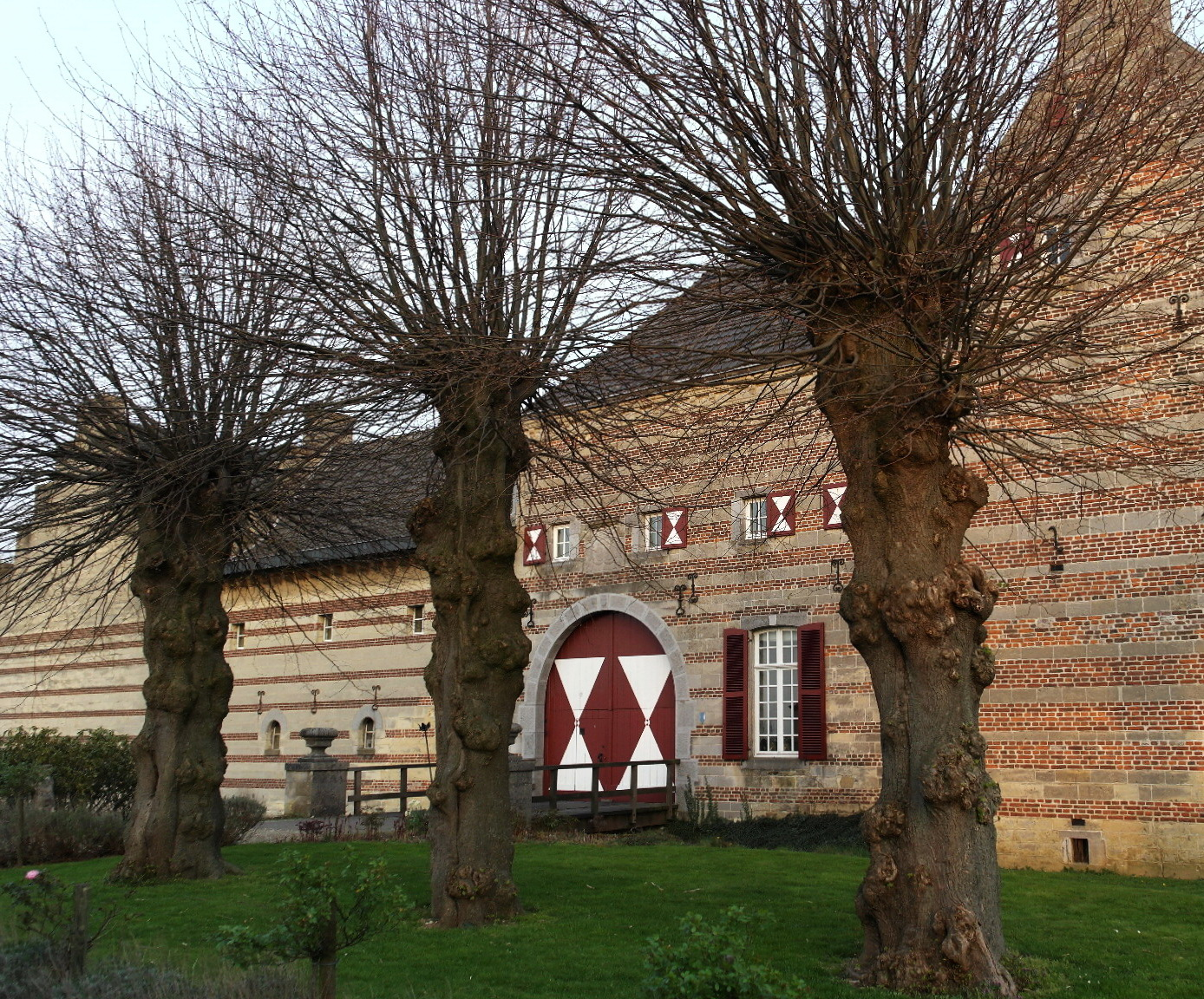
Poort en boerderijvleugel
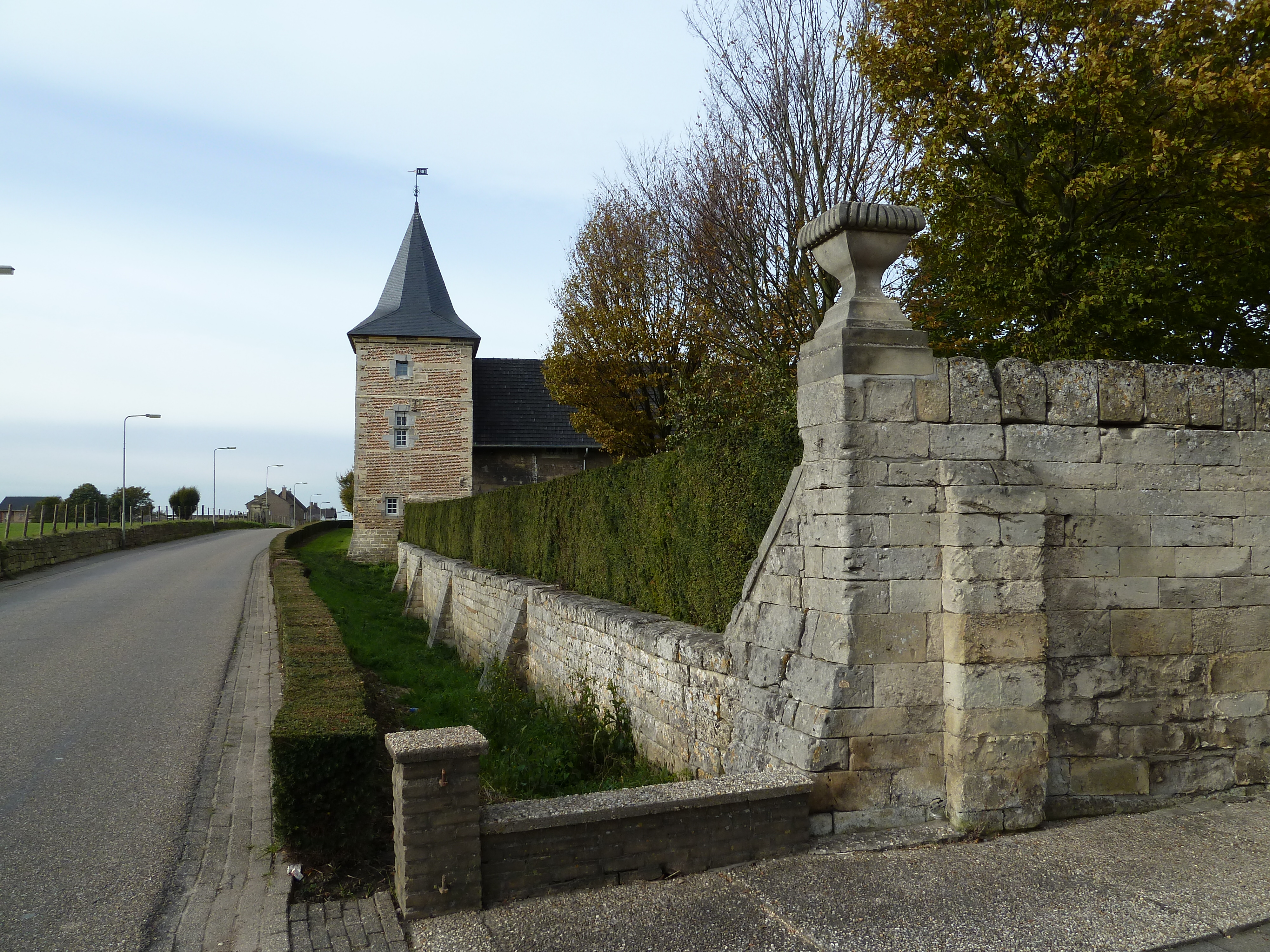
Voormalige kasteelgracht
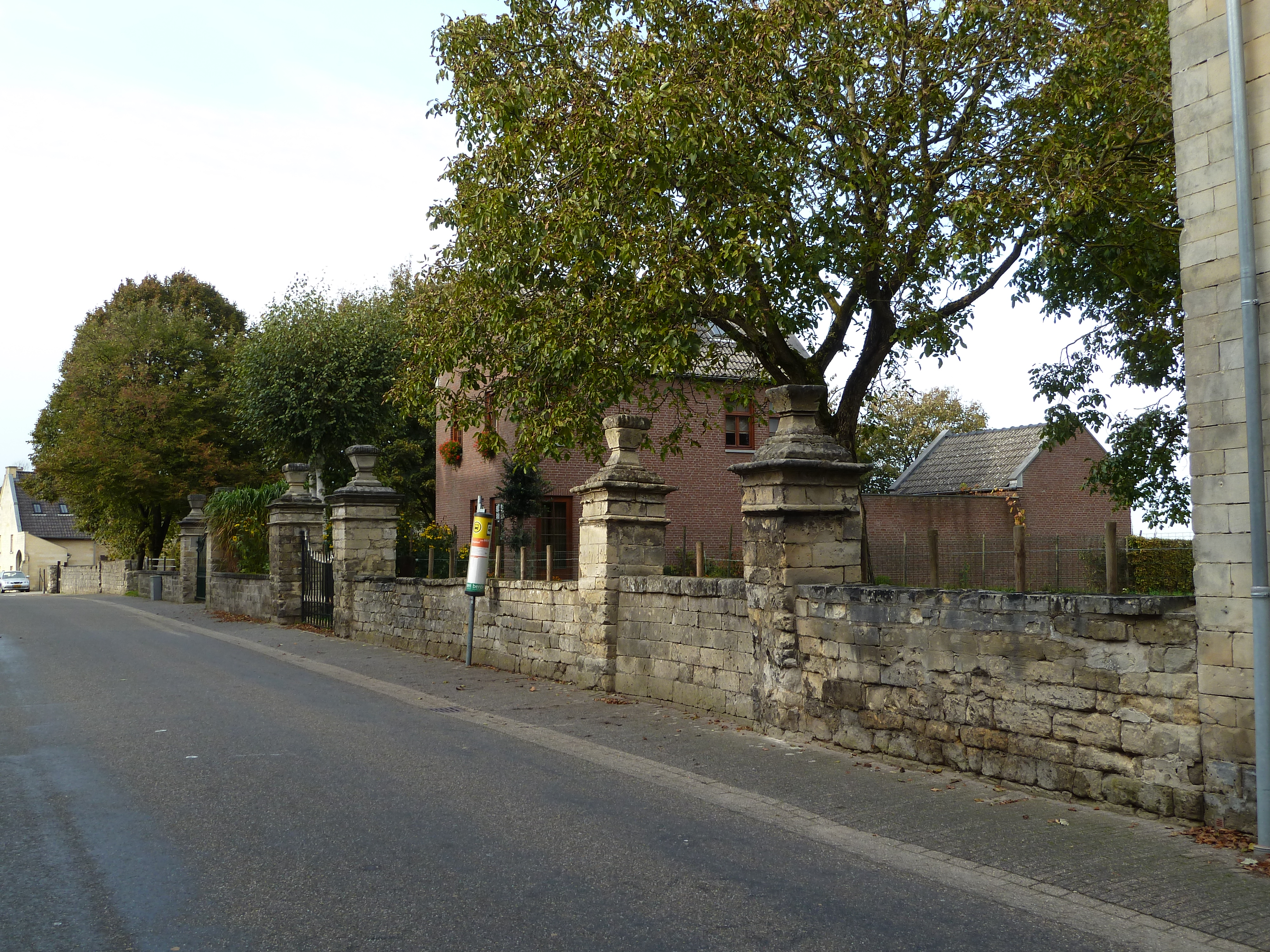
Mergelstenen erfafscheiding
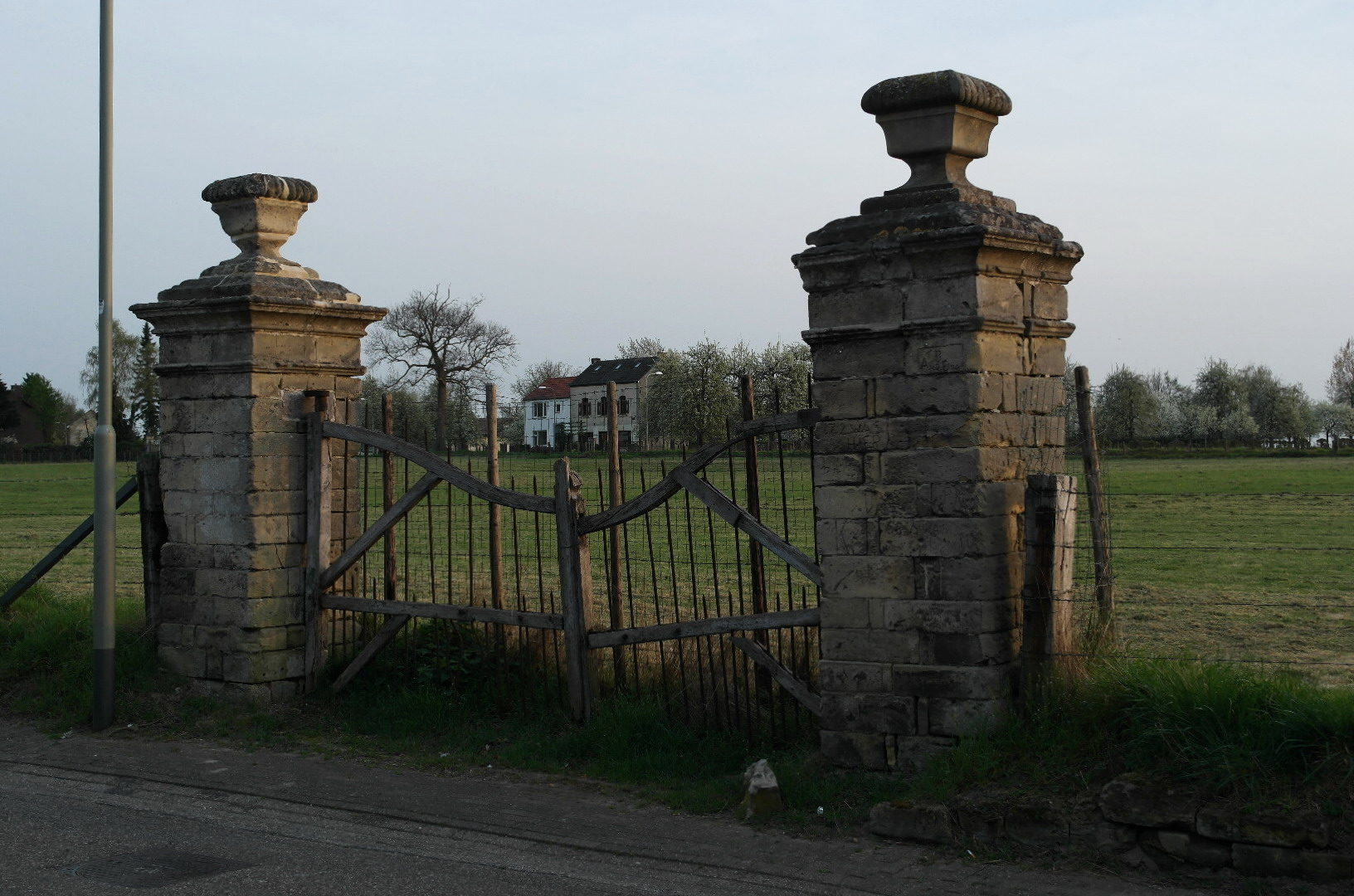
Mergelstenen hekpijlers
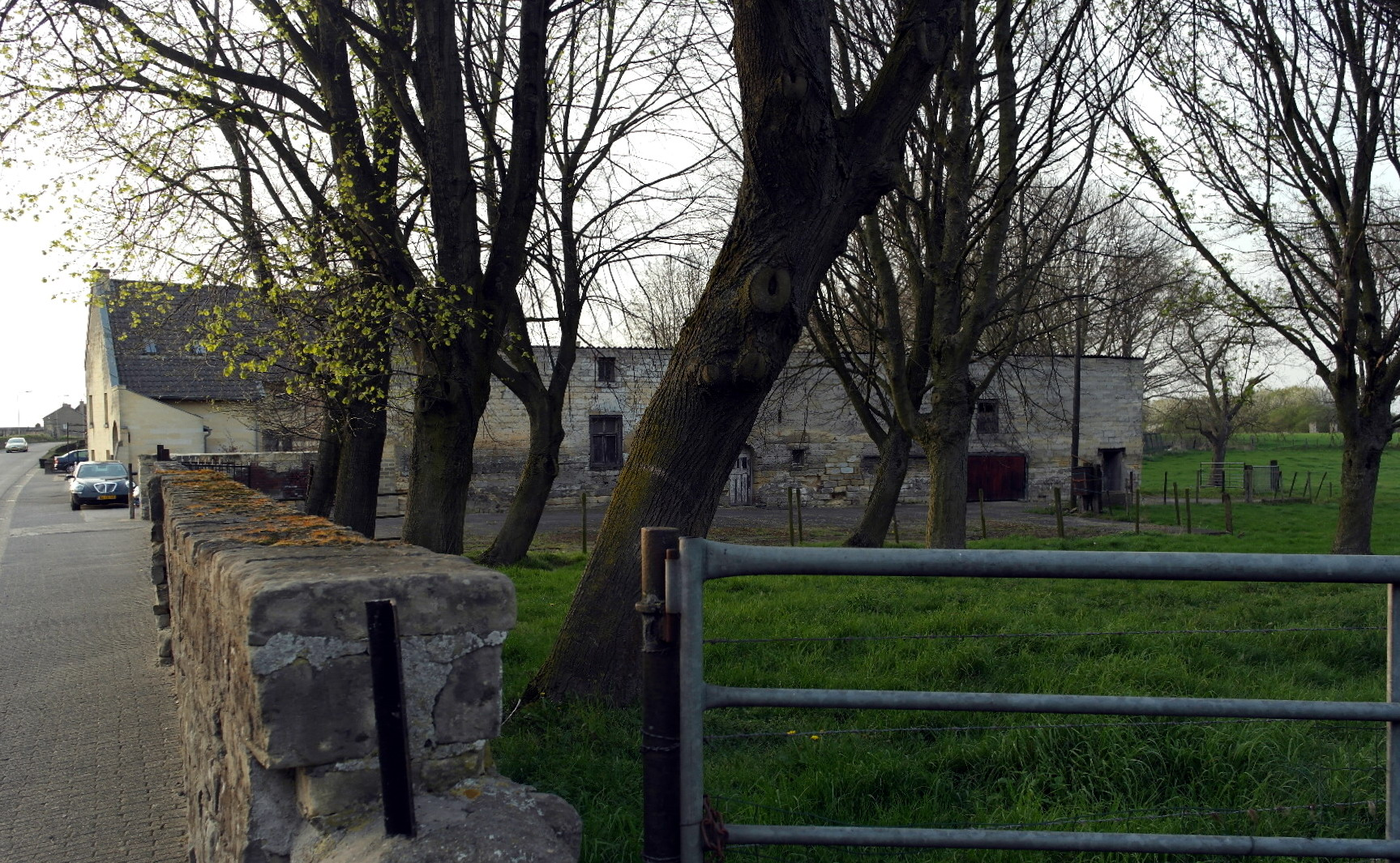
Pachthoeve, Dorpstraat 72